# AIM-120 AMRAAM
O AIM-120 Advanced Medium-Range Air-to-Air Missile, ou AMRAAM (pronunciado am - ram), conhecido pelas tripulações de voo como o "Slammer", é um míssil moderno ar-ar. Desenvolvido na década de 1980 e considerado o míssil atualmente em uso mais mortífero, o AIM-120 AMRAAM reúne as características do míssil ideal: veloz e manobrável como uma arma para o combate aéreo a curta distância e alcance de precisão de uma arma guiada por radar. Do tipo BVR (Beyond Visual Range ou além do alcance visual) permite ao piloto dispará-lo sem que o avião inimigo esteja em seu campo visual, guiando-se até o alvo por um sistema triplo: no momento de seu lançamento recebe ordens diretamente do computador do caça; durante a fase intermediária do voo, passa para um sistema de navegação inercial, totalmente passivo e portanto imune às contramedidas; ao se aproximar do ponto previsto para a interceptação, aciona seu próprio radar ativo que o dirige ao objetivo. Uma vez na mira, uma espoleta de aproximação laser-radar explode a ogiva que espalha um círculo de fragmentos que atravessam o alvo. Sua propulsão é garantida por um motor foguete de propergol sólido que o acelera até Mach 4 e seu raio de ação varia de 50km à 165km contra aviões em ataque, dependendo da versão e velocidade do avião lançador, ou 10~30km contra aviões em fuga.
Apesar de seu alcance superior o AIM-120 é consideravelmente menor e quase 30% mais leve que seu antecessor AIM-7 Sparrow, permitindo que cada caça possa transportar mais mísseis e facilitando seu manuseio pelo pessoal de terra. Entrou em serviço na USAF em 1991 e teve seu batismo de fogo no ano seguinte, quando alguns F-15 abateram dois jatos iraquianos que haviam violado a zona de segurança fixada pela ONU, durante a Guerra do Golfo.
A versão mais recente, o AIM-120D, está atualmente passando por testes de vibração no F-22 Raptor. A capacidade deste caça de voar acima da velocidade do som sem pós-combustão, chamada de supercruzeiro, aumenta o alcance do míssil em 50% devido a velocidade inicial no momento do lançamento. Isso resulta num alcance de 75km para o AIM-120C5, 112km para o AIM-120C7 e 165km para o AIM-120D.

## Operadores
Estados Unidos: 
- Força Aérea dos Estados Unidos
- Marinha dos Estados Unidos
- Corpo de Fuzileiros Navais dos Estados Unidos

 Austrália: 
- Real Força Aérea Australiana

 Alemanha:
- Força Aérea Alemã

 Noruega: 
- Força Aérea Norueguesa

 Suécia: 
- Força Aérea Sueca

 Reino Unido
- Força Aérea Real
- Marinha Real Britânica

 Portugal
- Força Aérea Portuguesa

 Chile
- Força Aérea Chilena

 Turquia
- Força Aérea Turca

 Arábia Saudita
- Força Aérea da Arábia Saudita